# برگشتن به تو (ترانه سلنا گومز)
«برگشتن به تو» (به انگلیسی: Back to You) تک‌آهنگی از هنرمند اهل ایالات متحده آمریکا سلنا گومز است. آهنگسازان این قطعه ایمی آلن، سلنا گومز، دایدریک وَن الساس، پریش وارینگتون، و مایکا پرِمنت هستند، و تهیه‌کنندگی آن بر عهدهٔ ترک‌ساید و ایان کرک‌پاتریک بوده است. این قطعه ۱۰ می ۲۰۱۸ به عنوانِ تک‌آهنگِ اصلیِ موسیقیِ متنِ فصلِ دومِ سریالِ «۱۳ دلیل که چرا»، تهیه‌شده در شرکت نت‌فلیکس، منتشر شد.
این ترانه در چارت‌های جمهوری چک، یونان، مجارستان، مالزی، استرالیا، ایرلند، هلند، و اسلواکی در رتبهٔ زیر ۱۰ قرار گرفت؛ و همچنین در چارت‌های اتریش، کادانا، دانمارک، فنلاند، نیوزلند، نروژ، لهستان و پرتغال جزو ۲۰ آهنگ برتر فهرست جای گرفت. در ایالات متحده نیز، این آهنگ پانزدهین آهنگ متوالیِ گومز به شمار می‌رود که بین ۴۰ آهنگ برتر ۱۰۰ آهنگ داغ بیلبورد قرار می‌گیرد؛ و از این حیث سلنا گومز رکورددار است.

## انتشار
این آهنگ پیش از انتشار رسمی در انجمن آهنگسازان، پدیدآوران و ناشران آمریکا ثبت شده بود و در بعضی از ایستگاه‌های رادیویی آمریکا نیز تبلیغ شده بود. سلنا گومز در نهایت خبر رسمی انتشار آن را ۱ می ۲۰۱۸ اعلام کرد، و همچنین مشخص کرد که این قطعه بخشی از موسیقی متن فصل دوم سریال «۱۳ دلیل که چرا» را تشکیل خواهد داد.

## تولید
این قطعه توسط ایمی آلن، سلنا گومز، مایکا پرمنت، دایدریک ون الساس، و پریش وارینگتون آهنگسازی شده است؛ و تهیه‌کنندگیِ آن توسط ترک‌ساید و ایان کرک‌پاتریک به انجام رسیده است. ایان کرک‌پاتریک در آهنگ سال گذشته او «دروغگوی بد» نیز با سلنا همکاری کرده بود. این آهنگ قطعه‌ای احساسی با ضرباهنگ ملایم آکوستیک و همراه با تأثیرات موسیقی کانتری توصیف شده است؛ و همچنین از آن به عنوانِ یک سرودِ دنس-پاپ و تصنیف الکترو-پاپ یاد شده است. خود سلنا دربارهٔ این قطعه این‌طور می‌گوید که «این یک آهنگ بسیار خاص است و قصدم از آن این است که پیامی واقعاً پیچیده و سطح بالا را به شیوه‌ای در عین حال جذاب ارایه بدهم.»

## موزیک ویدئو
ترانه ویدئوی این قطعه همراه با صحنه‌هایی از فصل دوم سریال «۱۳ دلیل که چرا» ۲۰ می ۲۰۱۸ هم‌زمان با انتشار آن رونمایی شد.
موزیک ویدئوی رسمی این قطعه که توسط اسکات کادمور کارگردانی شده بود، یک ماه بعد در یوتیوب منتشر شد. تخیل تصویری این موزیک ویدئو از یکی از فیلم‌های موج نوی فرانسه به نام «پیرو خله» الهام گرفته شده است. البته فضای موزیک ویدئو تصویرگر صحنه‌های بسیار خیال‎انگیزتری است. در صحنه‌های ابتدایی سلنا در یک لباس پَردارِ نفیسِ سبزرنگِ پولک‌دوزی‌شدهٔ یقه‌بسته دیده می‌شود، در حالی که به مردی (آندرِی کاپچنکو) با پوششی متفاوت خیره شده است. سپس این دو سوار یک ماشین بدون سقف می‌شوند و در نهایت سر از یک مرتع ییلاقی در می‌آورند. سلنا در این صحنه‌ها لباس‌هایی بر تن دارد که مختص نواحی ییلاقی فرانسه است: یک دامن سپید روستایی و یک پیراهنِ آستین‌کوتاهِ نارنجی و زردِ کمرکوتاه. و رقص تابدار (twist dance) او نیز یادآور سبک دختران فرانسوی در دههٔ ۶۰ میلادی است.
با وجود این، این ویدئو مملو از غرایب اصلی فیلم‌سازی گودار است: تدوین مقطّع، شکستن مرز میان مخاطب و شخصیت‌های نمایشی، دیالوگ‌های ملودرام، رنگ‎بندی‌ای شامل رنگ‌های اصلی و تند، و نئورئالیسمی کارتونی. سینمادوستان فوراً با مشاهدهٔ صحنه‌هایی که غرق در رنگ‌های عمیق و پیوسته متغیّر است و یادآور صحنهٔ میهمانی در ابتدای فیلم «پیرو خله» است به مشابهت‌های میان این دو پی می‌برند. گفتگوهای دیوانه‌واری که بین طرفین ردوبدل می‌شود به‌نوعی تأکیدی است بر سبک زندگی بورژوازی و سطحی‌ای که پیرو قصد دارد از آن بگریزد. آنها ماشینی را به آتش می‌کِشند، و عاشق می‌شوند و فارغ.